# Klaus Esser (Politiker)
Klaus Esser (* 29. Juni 1981 in Düren) ist ein deutscher Politiker (AfD) und seit dem 1. Juni 2022 Mitglied des Landtages von Nordrhein-Westfalen.

## Leben und beruflicher Werdegang
Essers Mutter war Bürokauffrau und sein Vater Beamter; sein Elternhaus bezeichnet er als überzeugt katholisch und CDU-nah. Esser leistete nach dem Abitur seinen Grundwehrdienst in einem Jägerbataillon in der Infanterieschule, bevor er ein Studium der Rechtswissenschaften an der Universität zu Köln aufnahm. In dieser Zeit wurde er Mitglied der Kölner Burschenschaft Germania. Das Studium soll er – eigenen Angaben widersprechend – nicht beendet haben, ebenso wie ein anschließendes Masterstudium an der Fernuniversität in Hagen; die Diskrepanz ist seit Mitte 2024 Bestandteil einer strafrechtlichen Untersuchung (siehe Abschnitt #Kritik).
Später arbeitete Esser in der Industrie und schließlich für die Landtagsfraktionen der AfD in Rheinland-Pfalz und in Nordrhein-Westfalen. Von 2020 bis zu seinem Einzug in den Landtag war er Geschäftsführer der Landesgeschäftsstelle der AfD Nordrhein-Westfalen in Düsseldorf.
Esser ist verheiratet und hat drei Kinder. Er wohnt in Düren.

## Politik
Im Alter von 15 Jahren trat Klaus Esser in die Junge Union ein und wurde 1996 Mitglied der CDU, aus der er im Jahr 2014 wieder austrat. Esser trat in die Alternative für Deutschland (AfD) ein und war ab 2020 Geschäftsführer des Landesverbands Nordrhein-Westfalen. Seit der Kommunalwahl 2020 ist er Vorsitzender der AfD-Fraktion im Kreistag Düren.
Für die Landtagswahl 2022 trat Esser im Landtagswahlkreis Düren II – Euskirchen II an und erhielt 6,1 % der Erststimmen. Über Listenplatz zog er in den Landtag ein. Dort wurde er stellvertretender Vorsitzender der AfD-Fraktion sowie Sprecher im Haupt- und Rechtsausschuss. Ab Februar 2024 war Esser zudem stellvertretender Landesvorsitzender der AfD Nordrhein-Westfalen. Am 7. August 2024 trat Esser von allen Ämtern zurück, bleibt jedoch weiterhin Mitglied des Landtags. Ende August 2024 stimmte der Landesvorstand für ein Parteiausschlussverfahren gegen Esser.

## Kritik

### Beschäftigung verurteilter Straftäter als Mitarbeiter
Laut dem Kölner Stadtanzeiger beschäftigt Esser ein Mitglied seiner Burschenschaft als Mitarbeiter, den das Amtsgericht Heidelberg im Dezember 2022 mit zwei weiteren Burschenschaftern wegen Körperverletzung und antisemitischer Beleidigungen zu acht Monaten Haft auf Bewährung verurteilte. Sie sollen einen Studenten mit jüdischer Großmutter mit Gürteln geschlagen und beleidigt haben. Das Urteil soll noch nicht rechtskräftig sein.

### Manipulation von Mitgliederaufnahmen in Düren
Esser wird parteiintern beschuldigt, die Mitgliederaufnahme in seinem Kreisverband Düren manipuliert zu haben. So sollen zahlreiche Personen, deren melderechtlicher Erstwohnsitz sich nicht im Landkreis Düren befindet, „möglicherweise vorsätzlich“ aufgenommen worden sein. Es wird behauptet, die Falschzuordnung sei „in Absprache mit dem Kreissprecher Klaus Esser“ erfolgt, um den eigenen Kreisverband zu stärken. Esser bestreitet die Vorwürfe. Laut dem Landesvorstand sind einige Fälle noch in Klärung, es bestünden jedoch bisher keine Anhaltspunkte für ein mutwilliges Fehlverhalten. Der Sprecher des benachbarten Kreisverbandes Euskirchen erstattete Strafanzeige gegen Esser bei der Staatsanwaltschaft Aachen.

### Titelmissbrauch und Urkundenfälschung
Im August 2024 wurde Esser beschuldigt, parteiintern falsche Angaben zu Studienabschlüssen gemacht zu haben. Er habe weder sein Jurastudium mit Staatsexamen abgeschlossen, noch einen Masterabschluss an der Fernuniversität in Hagen zum LL.M. erlangt, und damit Urkundenfälschung und Titelmissbrauch begangen. Esser bestritt die Vorwürfe,  später soll er diese teilweise eingeräumt haben. Ende November 2024 kam es zu einer Hausdurchsuchung bei Esser.